# شینگ‌زونگ
امپراتور شینگ‌زونگ (به چینی:辽兴宗؛ پین‌یین:Xīngzōng؛ ۳ آوریل ۱۰۱۶ – ۲۸ اوت ۱۰۵۵) امپراتور دودمان لیائو بود که از ۲۵ ژوئن ۱۰۳۱ تا ۲۸ اوت ۱۰۵۵ میلادی سلطنت کرد.
او بزرگترین پسر امپراتور شنگ‌زونگ بود. او در ۶ سالگی عنوان رسمی شاهزاده را بدست آورد (۱۰۲۱ میلادی). او در ۱۶ سالگی نیز به جای پدرش بر تخت سلطنت نشست.
دوره حکومت شینگ‌زونگ آغازگر سقوط دودمان لیائو بود. ارتش از هم پاشید و فساد و سوءاستفاده مالی در دولت افزایش یافت. امپراتور شینگ‌زونگ بارها به دولت شیای غربی یورش برد و به دولت سونگ نیز اعلان جنگ داد. با این حال، نارضایتی مردم از شکست‌های متوالی ارتش و همچنین نرخ بالای مالیات‌ها، روز به روز بیشتر می‌شد. شینگ‌زونگ به بودیسم علاقهٔ فراوانی داشت و مدت زیادی از وقت خود را صرف عبادت می‌کرد. او سرانجام در ۱۰۵۵ میلادی درگذشت.